# 加盧津齊
49°9′22″N 27°33′18″E / 49.15611°N 27.55500°E
哈盧津齊（烏克蘭語：Галузинці）是位於烏克蘭西部的村莊，由赫梅利尼茨基州裡赫梅利尼茨基區的德拉日尼亞市鎮負責管轄。該村始建於1493年，面積4.26平方公里，海拔高度331米，2001年人口669，人口密度每平方公里157.2人。